# 托马斯·弗朗西斯·威尔逊
托马斯·弗朗西斯·威尔逊（英語：Thomas Francis Wilson，1959年4月15日—）是一位美国演员、作家、音乐家、画家、口技演员以及单口戏剧表演者。他最出名的是在回到未来中扮演毕夫天南（Biff Tannen）以及NBC的的Freaks and Geeks系列。

## 早年
托马斯出生于宾夕法尼亚的费城，并在韦恩长大。进入Radnor High School高中后，他加入戏剧表演课程，成为辩论社的主席（其队友David Brooks是后来的专栏作家）操作学校乐队的低音喇叭。大学时，他在Arizona State University学习政治。托马斯的表演生涯的正式开始是在学习时。当时他是乐队The Bob & Tom Show的赞助者。

## 出演

### 1980年代
1984年，托马斯在 NBC的Knight Rider里扮演一个小人物。真正的辉煌是他扮演回到未来系列中的毕夫.天南。托马斯的喜剧天赋让人们对这个角色“乐于去讨厌”。当回到未来打算拍成三部曲时，托马斯也被邀请到随后的2部里扮演毕夫的孙子和爷爷。他在片中著名的台词有： "Hello! Hello, McFly! Anybody home?"、"What are you looking at, Butthead?"、"Say hi to your mom for me"、 "Why don't you make like a tree and get out of here"。在每一部回到未来中，他总是作为一个冲进一堆粪肥的悲惨形象结束。
这一时期，托马斯也在Action Jackson扮演过警察角色。

### 1990年代
1992年，他在Batman: The Animated Series中扮演一个有声黑帮，以及中的警察侦探Matt Bluestone。不久，他去Wing Commander III: Heart of the Tiger参加客串演出，Wing Commander的第三部，结果非常受欢迎。托马斯在其中扮演的是Maniac" Marshall，Blair上校的副手。

## 个人生活
托马斯也是一位画家。他喜欢画旧时孩子们的玩具。2006年，他被选入迪斯尼的加州特色艺术展。托马斯信奉天主教，2004年发行专辑： In the Name of the Father.
在成功地扮演了回到未来中的毕夫角色后，人们开始频繁地问他拍电影的感受。他觉得这些问题非常搞笑，有的问题也让人烦，便写了首歌 "Biff's Question Song"。现在这首歌经常在他的单口戏剧中出现